# Consuelo de Saint-Exupéry

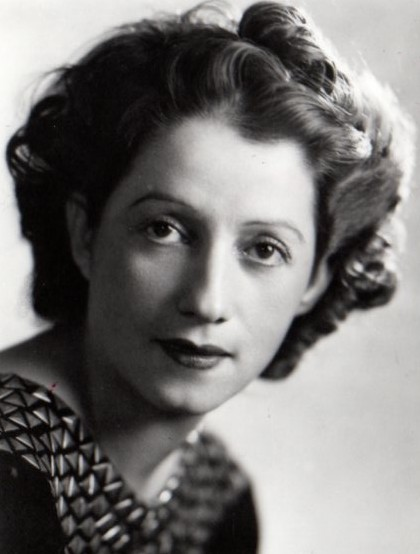
Consuelo de Saint-Exupéry (1942)

Consuelo Suncin Sandoval de Gómez bzw. Consuelo de Saint-Exupéry (* 10. April 1901 in Armenia, El Salvador; † 28. Mai 1979 in Grasse, Frankreich) war eine kosmopolitische Malerin, Bildhauerin und Autorin salvadorianischer Herkunft, eine Persönlichkeit der Künstlerszene der Goldenen Zwanziger Jahre am Montparnasse und die Muse des französischen Schriftstellers Antoine de Saint-Exupéry (1900–1944), mit dem sie in dritter Ehe verheiratet war. Dieser machte sie zu der durch eine Rose symbolisierten Zentralfigur seines bekanntesten Werkes, des philosophischen und poetischen Märchens Der kleine Prinz.

## Kindheit
Die Tochter eines Reserveoffiziers und Kaffeeplantagenbesitzers aus Armenia entstammte einer der reichsten Familien El Salvadors, wo sie eine glückliche Kindheit verlebte und eine ausgezeichnete Ausbildung in einer katholischen Schule genoss.

## Die goldenen zwanziger Jahre
Noch während ihres Kunststudiums in San Francisco, das sie an der Universität von Mexiko-Stadt und an der Akademie der Schönen Künste von San Francisco fortsetzte, begegnete sie ihrem ersten Mann, einem jungen mexikanischen Offizier, von dem sie aber bereits im Alter von 22 Jahren wieder geschieden wurde.
In Mexico unterhielt sie eine Liebesbeziehung zu José Vasconcelos, einem verheirateten Familienvater mit zwei Kindern, dem sie nach Paris folgte. Dort ehelichte die schöne extravagante Künstlerin den Novellisten, Literaturkritiker, Zeitungskorrespondenten und Konsul von Argentinien Enrique Gómez Carrillo (1873–1927), den sie durch den mondänen fauvistischen Porträtisten Kees van Dongen kennengelernt hatte. Carrillo war ebenfalls ein enger Freund des salvadorianischen Karikaturisten Tonio Salazar und des nicaraguanischen Autors Rubén Darío. Auch Maurice Maeterlinck, Gabriele D’Annunzio und Paul Verlaine gehörten zu dem kosmopolitischen Freundeskreis, der mit anderen Künstlern die ausgelassenen Zwanziger Jahre des Montparnasse prägte, in denen Consuelo nach der Aussage des kolumbianischen Schriftstellers Germán Arciniegas als „Vulkan von El Salvador“ bezeichnet wurde, „der sein Feuer über die Dächer von Paris sprühte“.
Nach dem Tod von Enrique Gomez Carrillo folgte Consuelo, finanziell unabhängig und emanzipiert, im Jahre 1929 gemeinsam mit einer Gruppe von französischen Schriftstellern einer Einladung des argentinischen Staatspräsidenten Hipólito Yrigoyen nach Buenos Aires, wo sie sich der Bildhauerei zuwandte.

## Die Muse
Im Jahr 1930 machte Benjamin Crémieux, anlässlich eines Cocktails in den Salons der Alliance Française von Buenos Aires, die junge, lebenshungrige Witwe mit dem schriftstellernden Flugzeugpiloten und Direktor der Aéroposta Argentina Antoine de Saint-Exupéry bekannt. Dieser war von Consuelos Ausstrahlung und ihrem sprühenden Temperament derart fasziniert, dass er sie mit seinem Flugzeug entführte und ihr während des waghalsigen Fluges damit drohte, die Maschine abstürzen zu lassen, und ihr ein Heiratsversprechen abnahm.
Die Ehe wurde am 22. April 1931 im Rathaus von Nizza geschlossen, die kirchliche Trauung fand am 23. April in Agay statt. Consuelo ermutigte ihren Gatten, der bisher erst zwei Werke publiziert und seine schriftstellerische Tätigkeit eher als Nebenbeschäftigung betrachtet hatte, damit fortzufahren und unterstützte ihn insbesondere bei der Entstehung des autobiographischen Werkes Nachtflug.
Auch widmete sie sich ihrer eigenen Karriere. Ihr Malstil wandelte sich unter dem Einfluss surrealistischer Maler wie Marcel Duchamp, Oscar Dominguez, Balthus, André Breton und André Derain, mit denen sie Freundschaft schloss.
Bedingt durch Saint-Exupérys häufige Abwesenheit und seine zahlreichen Seitensprünge verlief die Ehe äußerst turbulent. Dessen ungeachtet und trotz mehrerer dramatischer Trennungen und Versöhnungen bewahrte Antoine de Saint-Exupéry stets seine tiefe Liebe zu Consuelo.
Die Besetzung Frankreichs durch deutsche Truppen im Jahr 1940 bedeutete eine längere Trennung für das Paar. Saint-Exupéry zog nach New York, während Consuelo sich mit einer Gruppe von Architekten – darunter der später berühmte Architekt Bernard Zehrfuss – und Kunststudenten in Oppède im Luberon niederließ. Die Erinnerungen an diese Zeit erschienen unter dem Titel Oppède erstmals in New York, wohin Consuelo 1942 ihrem Gatten auf dessen Wunsch gefolgt war.
In New York entstand im Jahr 1943 Der kleine Prinz. In diesem Werk ihres Ehemannes ist Consuelo – sowohl zwischen den Zeilen als auch in Saint-Exupérys Zeichnungen – allgegenwärtig: der von Vulkanen übersäte prinzliche Planet ist eine Anspielung auf ihre Heimat El Salvador und ihr feuriges Temperament; sie ist der ungezähmte Fuchs, die geheimnisvolle Schlange und die zierliche Silhouette des Kindes, das so schön zu erzählen weiß. Vor allem aber ist sie die so schöne, einzigartige Rose, die der kleine Prinz so sehr liebt und durch eine Glashaube zu schützen trachtet, während das Blumenfeld, das er auf seinem Ausflug auf die Erde entdeckt, Saint-Exupérys Untreue und seine Zweifel hinsichtlich seiner aus den Fugen geratenen Ehe widerspiegeln.
Im folgenden Jahr verschwand am 31. Juli 1944, knapp einen Monat vor der deutschen Kapitulation in Frankreich, die von Saint-Exupéry gesteuerte Maschine über dem Mittelmeer. Inzwischen wurden Wrackteile gefunden.
Consuelo fuhr unbeirrt fort, ihre allwöchentlichen Sonntagsbriefe an ihren verschollenen Gatten zu schreiben, die ihn nicht mehr erreichen konnten. Ein oder zwei Jahre nach seinem Tod verfasste sie das Erinnerungsbuch Die Rose des kleinen Prinzen, das posthum im Jahr 2000 erschien, in sechsundzwanzig Sprachen übersetzt und in dreißig Ländern publiziert wurde.

## Die Nachkriegsjahre
Im Jahr 1945 kehrte sie aus dem New Yorker Exil nach Frankreich zurück, wo sie in Paris und in Grasse (Provence) lebte, ihre Künstlerkarriere fortsetzte, das Erbe von Saint-Exupéry pflegte und unter anderem mit Salvador Dalí und Pablo Picasso verkehrte.
Consuelo Suncin Sandoval de Gómez starb im Alter von 78 Jahren am 28. Mai 1979 in Grasse an einem Asthma-Anfall. Sie ruht, so wie ihr zweiter Gatte Enrique Gomez Carrillo, auf dem Friedhof Père-Lachaise in Paris.

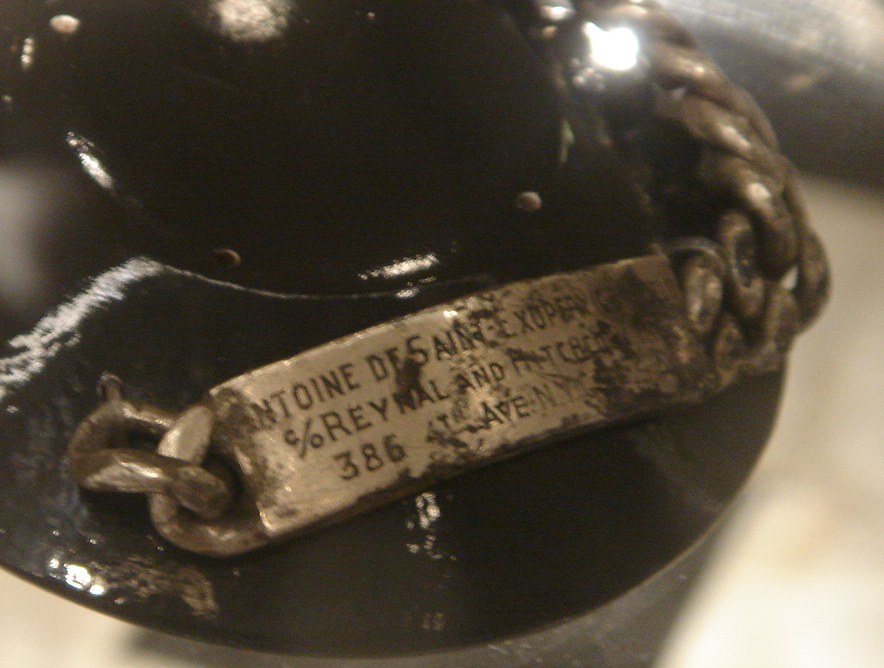
Saint-Exupérys Silberarmband, das 1998 gefunden wurde

Es war ihr nicht vergönnt, die endgültige Aufklärung von Antoine de Saint-Exupérys Schicksal zu erleben, dessen Leiche nicht aufgefunden werden konnte. Allerdings hoben Fischer im Jahr 1998 vor dem französischen Küstenstreifen zwischen Cassis und Marseille ein silbernes Armband aus dem Meer. Es trägt die Gravur „ANTOINE DE SAINT-EXUPERY (CONSUELO)“ sowie Namen und Adresse von Saint-Exupérys beiden Verlegern in New York.
Unweit der Fundstelle wurden zwei Jahre später auf dem Meeresgrund bei der Île de Riou Wrackteile der abgestürzten Maschine gefunden, geborgen und am 7. April 2004 anhand einer Seriennummer formell identifiziert.

## Ausstellungen
- 2005: (1. bis 17. Oktober): „Consuelo de Saint-Exupéry, la rose unique du Petit Prince“, Grasse
- 2006: (17. bis 25. Juni): „Antoine et Consuelo de Saint-Exupéry, un amour de légende“, Paris, Parc Floral, Salon du Timbre et de l'Ecrit
- 2006: (20. Juni bis 30. November): Antoine et Consuelo de Saint-Exupéry: objets d'une vie, Caen, Mémorial de la Paix

## Werke (Auswahl)
- Oppède. Editions Gallimard, Paris 1945.
- Sonntagsbriefe („Lettres du dimanche“). Ullstein, Berlin 2003, ISBN 3-548-60380-7 (List Taschenbuch; 60380).
- Die Rose des kleinen Prinzen. Erinnerungen an eine unsterbliche Liebe („Mémoires de la rose“). Ullstein Taschenbuchverlag, München 2004, ISBN 3-548-26174-4.
- Antoine de Saint-Exupéry, Consuelo de Saint-Exupéry: Correspondance. 1930–1944. Herausgegeben von Alban Cerisier. Gallimard, Paris 2021, ISBN 978-2-07-293176-5.

## Film
- Anand Tucker griff die stürmische Liebe Saint-Exupérys zu Consuelo Suncin Sandoval 1996 in dem Film „Saint-Ex“ auf. Die Hauptrollen verkörperten Bruno Ganz und Miranda Richardson.